# Elatostema xanthophyllum
Elatostema xanthophyllum es una especie de planta del género Elatostema, perteneciente a la familia Urticaceae.

## Taxonomía
Elatostema xanthophyllum fue descrita por Wen Tsai Wang en 1982.

## Distribución
Se encuentra en el territorio sudeste de China y Vietnam.